# 安格瑞·萊絲
安格瑞·莱丝（英語：Angourie Rice，/ænˈɡaʊəri/，2001年1月1日—）是一位澳大利亚女演员。曾在电影《耐撕侦探》，《蜘蛛人：返校日》及续集《蜘蛛人：離家日》中扮演的主要角色而闻名。

## 早年生活
莱丝的父亲杰里米·莱丝是一位导演，母亲凯特·莱丝是一位作家。他们目前住在墨尔本。她曾在珀斯居住五年，在德国慕尼黑居住一年，之后回到墨尔本。

## 演员生涯
2013年，莱丝在世界末日惊悚片《最后之时》中开启自己的银幕首秀。她还出现在动画电影《与恐龙同行》的开头和结尾的真人动作片段中。
2014年，莱丝出现在电视连续剧《布莱克医生之谜》和《我的生命中最糟糕的一年》，并于2015年出演《人鱼秘境》中的一集。
2016年，莱丝在动作喜剧中《耐撕侦探》拥有突出表现，出演该片的还有瑞恩·高斯林和羅素·高爾。她还在科幻片《迷失男孩：影子之书》中扮演一个拥有超自然力量的反派。
2017年，莱丝出演由小说改编的澳大利亚电影《贾斯珀·琼斯》，并获得多项AACTA提名。她还出演《牡丹花下》，并在重启的《蜘蛛人：返校日》中扮演贝蒂·布兰特。
2018年，莱丝主演浪漫剧《每一天》，以及澳大利亚电影《黑衣女人》。
2019年，莱丝主演科幻剧《黑镜》中的一集《瑞秋、洁柯和小艾希莉》在网飞上线。

## 影视作品

### 电影
| 年分 | 电影               | 角色               | 备注 |
| ---- | ------------------ | ------------------ | ---- |
| 2013 | 最后之时           | Rose               |      |
| 2013 | 与恐龙同行         | Jade               |      |
| 2016 | 迷失男孩：影子之书 | Tegan              |      |
| 2016 | 耐撕侦探           | Holly March        |      |
| 2017 | 贾斯珀·琼斯        | Eliza Wishart      |      |
| 2017 | 魅惑               | Jane               |      |
| 2017 | 蜘蛛人：返校日     | 贝蒂·布兰特        |      |
| 2018 | 每一天             | Rhiannon           |      |
| 2018 | 黑衣女人           | Lisa               |      |
| 2019 | 蜘蛛人：離家日     | 贝蒂·布兰特        |      |
| 2020 | 小袋鼠戴茜         | Daisy Quokka       |      |
| 2021 | 蜘蛛人：無家日     | 贝蒂·布兰特        |      |
| 2022 | 我要回到高三       | 史黛芬妮（小時候） |      |
| 2024 | 辣妹過招           | 凱蒂·荷倫          |      |

### 电视
| 年分 | 電視劇名稱             | 角色            | 备注                     |
| ---- | ---------------------- | --------------- | ------------------------ |
| 2014 | 布莱克医生之谜         | Lisa Wooton     | "The Silence"集          |
| 2014 | 我的生命中最糟糕的一年 | Ruby            | "Halloween"集            |
| 2015 | 人鱼秘境               | Neppy           | "Stowaway"集             |
| 2019 | 黑镜                   | Rachel Goggins  | "瑞秋、洁柯和小艾希莉"集 |
| 2021 | 東城奇案               | Siobhan Sheehan | 主要角色                 |